# Collinsville (Connecticut)
Collinsville é uma Região censo-designada localizada no estado americano de Connecticut, no Condado de Hartford.

## Demografia
Segundo o censo americano de 2000, a sua população era de 2686 habitantes.

## Geografia
De acordo com o United States Census Bureau tem uma área de
9,1 km², dos quais 8,0 km² cobertos por terra e 1,1 km² cobertos por água. Collinsville localiza-se a aproximadamente 99 m acima do nível do mar.

## Localidades na vizinhança
O diagrama seguinte representa as localidades num raio de 16 km ao redor de Collinsville.